# Distrito Escolar Unificado de Flowing Wells
El Distrito Escolar Unificado de Flowing Wells es un distrito escolar unificado situado en 1556 West Prince Road, Tucson, Arizona. Sirve para mucho de Flowing Wells, así como partes de Tucson, Marana, Cortaro, Casas Adobes, y sin nombre, no incorporado Pima County. El distrito practica educación abierta para estudiantes fuera de los límites del distrito, siempre que los estudiantes mantengan buenos resultados académicos.
El distrito escolar sirve un 5,500 estudiantes en once escuelas. Fue fundado en 1889 como el Distrito Escolar de Rillito y cambio en 1928 debido a un error en la documentación en la Escuela Directorio Arizona. Des de 2021, el superintendente es Dr. Kevin Stoltzfus.
En el año fiscal, 2023, el distrito tenía un presupuesto de $63.7 millones.
El distrito está supervisada por una junta que celebra reuniones públicas dos veces al mes.

## Escuelas

### Primera infancia
- Emily Meschter Early Learning Center (Teddy Bears)

### Escuelas primarias
- Centennial Elementary School (Coyotes)
- Homer Davis Elementary School (Dragons)
- Douglas Elementary School (Bulldogs)
- J. Robert Hendricks Elementary School (Hawks)
- Laguna Elementary School (Longhorns)
- Robert S. Richardson Elementary School (Roadrunners)

### Escuelas secundarias
- Flowing Wells Junior High School (Mustangs)

- Flowing Wells High School (Caballeros)
- Sentinel Peak High School (Scorpions)